# 马尾树
马尾树（Rhoiptelea chiliantha ），是马尾树属唯一物种，生长在中国云南、贵州、广西一带和越南北部山区，是中国的特有种，和胡桃科各属亲缘较近，是第三纪孑遗植物。

## 特征
落叶乔木，树高约17米，奇数羽状复叶，互生，圆锥花序，花序下垂，长达32厘米，外形类似马尾，因此得名。花两性同株。小坚果卵圆形，有翅。是中国国家二级保护植物品种。

## 分类
1981年克朗奎斯特分类系统将其归类于金缕梅亚纲胡桃目，独自成立马尾树科（Rhoipteleaceae Hand.-Mazz. (1932)），与胡桃科并立。
1998年APG分类法将只有两科的胡桃目并入壳斗目，2009年APG III则进一步将其姐妹群胡桃科扩张，把马尾树科也包含在内。